# Bruno Le Maire
Pour les articles homonymes, voir Le Maire et BLM.
Pour le conseiller économique de Marine Le Pen, voir Bruno Lemaire.
Bruno Le Maire , né le 15 avril 1969 à Neuilly-sur-Seine (Hauts-de-Seine), est un homme politique et écrivain français.
Normalien et énarque, il est directeur de cabinet du Premier ministre Dominique de Villepin entre 2006 et 2007 puis est élu député UMP dans l'Eure à partir de cette dernière année.
Il occupe les fonctions de secrétaire d'État aux Affaires européennes de 2008 à 2009, puis de ministre de l'Agriculture pendant près de trois ans au sein des deuxième et troisième gouvernements de François Fillon. Il est de nouveau élu député en 2012 et brigue sans succès la présidence de l'UMP en 2014 face à Nicolas Sarkozy. Il se présente à la primaire de la droite et du centre en vue de l'élection présidentielle de 2017, obtenant 2,4 % des voix.
En 2017, il devient ministre de l'Économie dans le premier gouvernement Philippe, sous la présidence d'Emmanuel Macron. Son portefeuille est élargi aux Finances le mois suivant, dans le second gouvernement Philippe, puis à la Relance dans le gouvernement Castex. En 2022, après la réélection d'Emmanuel Macron, il reste à Bercy avec l'intitulé « ministre de l'Économie, des Finances et de la Souveraineté industrielle et numérique », dans le gouvernement Borne ; il est reconduit en 2024 dans le gouvernement Attal. Sa principale réforme durant cette période est la loi relative à la croissance et la transformation des entreprises (dite « loi PACTE »), adoptée en 2019.
Après la fin de ses fonctions au sein du gouvernement français en 2024, il a commencé à enseigner les politiques publiques et la géopolitique en Suisse, à l'Université de Lausanne. Il reste à ce jour, le ministre de l'Économie ayant eu la plus longue fonction à Bercy, pendant sept années consécutives.

## Biographie

### Jeunesse et études
Bruno Le Maire naît le 15 avril 1969 à Neuilly-sur-Seine. Il est le fils de Maurice Le Maire et de Viviane Fradin de Bellabre (ou Belabre). Son père est cadre du groupe Total, dont il finit secrétaire général. Sa mère est directrice des établissements scolaires privés catholiques Notre-Dame de France dans le 13e arrondissement de Paris, puis du « petit collège » (primaire) du lycée Saint-Louis-de-Gonzague dans le 16e arrondissement, dans lequel Bruno Le Maire étudie jusqu'à l'obtention du baccalauréat.
Il est le deuxième enfant d'une fratrie de six, il a quatre frères et une sœur. Les quatre frères de Bruno Le Maire travaillent dans le domaine de la finance. Il est par ailleurs le beau-frère d'Augustin de Romanet, PDG du groupe ADP depuis 2012.
Après avoir effectué ses classes préparatoires littéraires au lycée Louis-le-Grand, il intègre l'École normale supérieure de la rue d'Ulm en 1989 (section lettres). Il obtient une licence d'allemand en 1990, puis une maîtrise de lettres à l'université Paris-IV en 1991 (avec un mémoire intitulé « La statuaire dans À la recherche du temps perdu », sous la direction de Jean-Yves Tadié). En 1992, il est reçu premier de l'agrégation de lettres modernes et enseigne durant deux ans.
Diplômé de l'Institut d'études politiques de Paris en 1993 (section Service public), il intègre l'École nationale d'administration (ENA) au sein de la promotion Valmy, (1996-1998) d'où il sort classé 20e.

### Collaborations avec Dominique de Villepin
En 1998, à sa sortie de l'ENA, Bruno Le Maire entre au ministère des Affaires étrangères, à la Direction des affaires stratégiques, de sécurité et du désarmement.
Il rejoint ensuite l'équipe du secrétaire général de la présidence de la République de Jacques Chirac, Dominique de Villepin. Il le suit au ministère des Affaires étrangères en 2002 en tant que conseiller pour les affaires étrangères au sein de son cabinet, au ministère de l'Intérieur en 2004 avec la même attribution, puis à Matignon en mai 2005, où il devient le conseiller politique du Premier ministre.
En juillet 2006, il est nommé directeur de cabinet du Premier ministre, en remplacement de Pierre Mongin. Il reste à cette fonction jusqu’au départ de Dominique de Villepin en 2007. À ce poste, il suit notamment la privatisation des autoroutes conclue en 2006. En 2019, alors promoteur de la privatisation d'Aéroports de Paris en tant que ministre de l'Économie, il reconnaît que « des erreurs ont été faites » à l’époque par manque de « garantie suffisante », et indique en avoir « tiré les leçons ».

### Élections législatives de 2007
Lors des élections législatives de juin 2007, candidat de l'UMP, il est élu député avec 58,3 % des suffrages, face à la socialiste Anne Mansouret, dans la 1re circonscription de l'Eure, occupée pendant plus de deux décennies par Jean-Louis Debré, démissionnaire en raison de sa nomination au Conseil constitutionnel. Dans une enquête, Mediapart souligne qu'il n'a alors « aucune attache dans l’Eure, aucune expérience du terrain non plus ».

### Membre des gouvernements Fillon

#### Secrétariat d'État aux Affaires européennes

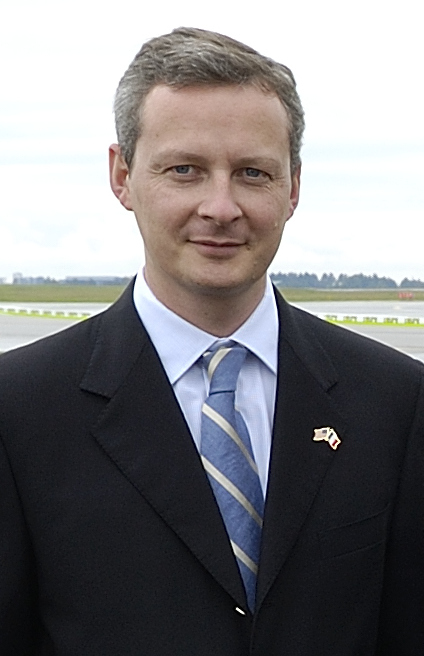
Bruno Le Maire en 2007.

Devenu conseiller politique de l'UMP en avril 2008, il est nommé secrétaire d'État aux Affaires européennes le 12 décembre 2008, en remplacement de Jean-Pierre Jouyet,.

#### Ministre de l'Agriculture
Le 23 juin 2009, à la faveur d'un remaniement ministériel, Bruno Le Maire est nommé ministre de l'Alimentation, de l'Agriculture et de la Pêche.
Peu après sa nomination, il déclare que chercher à rétablir le régime des quotas laitiers reviendrait à « livrer [une] bataille inutile ou perdue d’avance ».
Lors du Conseil des ministres du 13 janvier 2010, il présente un projet de loi de modernisation de l'agriculture et de la pêche, dont le texte est promulgué six mois plus tard.
Seul candidat, Bruno Le Maire est désigné par les militants UMP pour conduire la liste du parti aux élections régionales de mars 2010 en Haute-Normandie. Il ne réussit pas à ravir la région au président sortant socialiste, Alain Le Vern, la liste qu'il conduit obtenant 30,70 % des voix dans le cadre d'une triangulaire avec le Front national ; il est néanmoins élu conseiller régional,.
Lors de la formation du troisième gouvernement Fillon, le 14 novembre 2010, il est reconduit dans ses fonctions ministérielles, et obtient en plus les portefeuilles de la Ruralité et de l'Aménagement du territoire. Sa connaissance de la langue allemande est présentée comme un atout dans le cadre de négociations avec les dirigeants européens.

### Candidature à la présidence de l'UMP

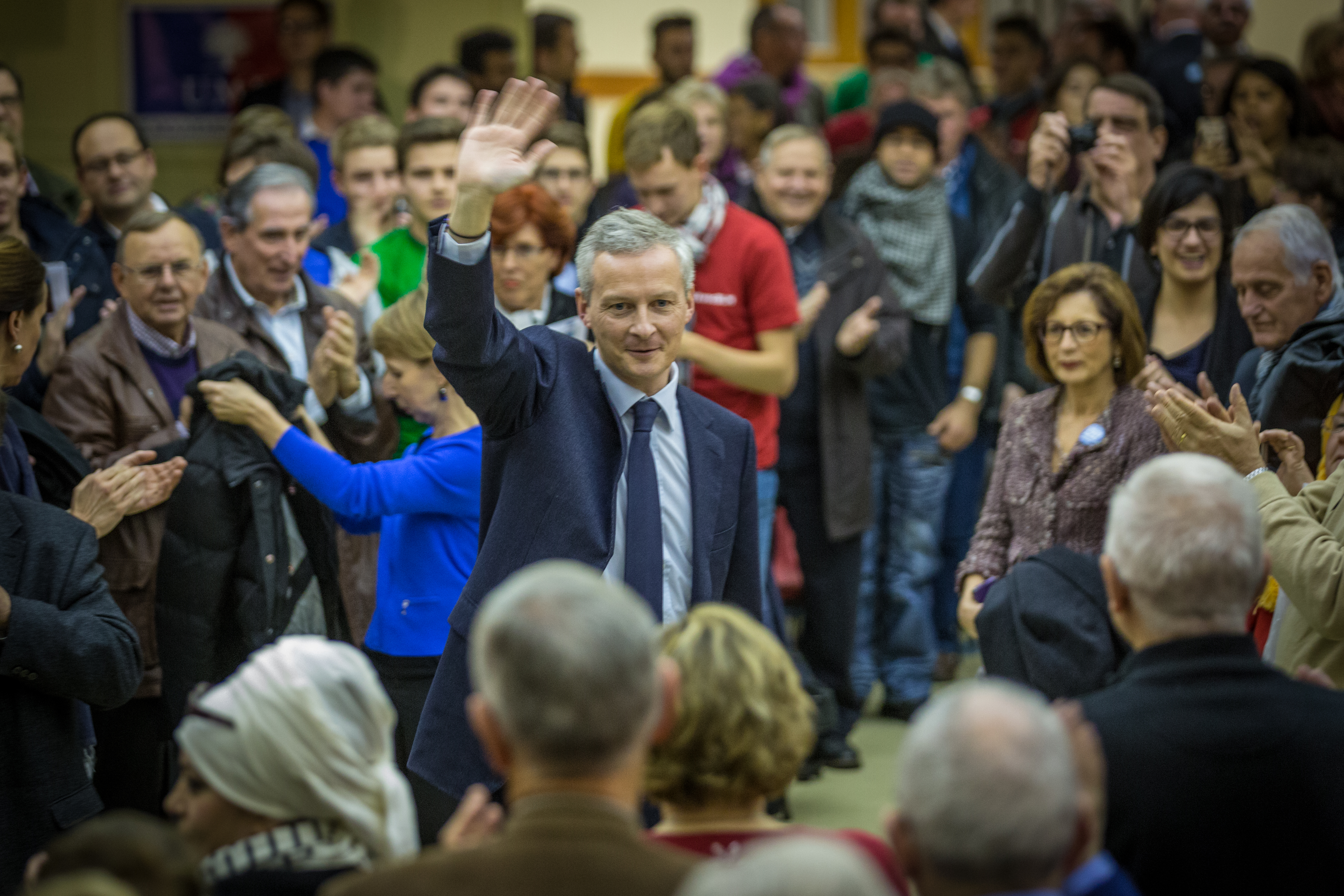
Bruno Le Maire en campagne pour la présidence de l’UMP, à Strasbourg, en novembre 2014.

Lors du second tour des élections législatives de 2012, il est réélu député dans la 1re circonscription de l'Eure avec 58 % des voix. Il démissionne ensuite du corps des conseillers aux affaires étrangères, estimant que le statut d'élu doit être incompatible avec le maintien dans la fonction publique,. Il prône alors la réduction du nombre de parlementaires et l'impossibilité pour ceux-ci d'effectuer plus de trois mandats successifs.
En août 2012, après la défaite de la droite aux élections présidentielle puis aux législatives, il se déclare candidat à la présidence de l'UMP, mais ne parvient pas à recueillir les parrainages nécessaires à sa candidature,. Il refuse de prendre parti dans le duel entre Jean-François Copé et François Fillon et apparaît comme le chef de file des élus « non alignés » du parti. À l'automne 2012, il tente selon plusieurs sources de lancer son propre parti politique, ce dont il se défend, préférant parler de « nouvelle offre politique ».
Bruno Le Maire est à nouveau candidat à la présidence de l'UMP en 2014. Il propose alors plusieurs mesures[source secondaire nécessaire] : transparence des comptes et financements du parti (en référence à l'affaire Bygmalion) ; élaboration d'un nouveau projet politique porté par les militants lors d'« assises du renouveau » se tenant au sein des fédérations locales de l'UMP, ouvertes aux militants mais aussi à tous signataires d'une Charte de valeurs[source secondaire nécessaire] ; respect de la loi de parité homme/femme ; consultation accrue des élus locaux avec la création d'un conseil national devant être consulté avant chaque grande orientation du parti ; investitures du parti accordées aux élus par les fédérations locales[source secondaire nécessaire]. Opposé à l'ancien président Nicolas Sarkozy et à Hervé Mariton, il bénéficie du soutien de 52 parlementaires UMP. Le 29 novembre 2014, il obtient 45 317 voix sur 155 285 exprimées, soit 29,18 %.

### Primaire de la droite et du centre de 2016

Logo de Bruno Le Maire pour la primaire présidentielle des Républicains de 2016.

En février 2016 à Vesoul, Bruno Le Maire officialise sa candidature à la primaire française de la droite et du centre de 2016.
Invité de L'Émission politique sur France 2 le 20 octobre 2016, Bruno Le Maire présente et détaille quelques-unes de ses propositions :
- suppression de l'impôt sur la fortune ;
- suppression du droit de certains syndicats à être seuls à pouvoir présenter des candidats au premier tour des élections syndicales ;
- réduction des indemnités chômage et du revenu de solidarité active ;
- la mise en place de « petits boulots » payés à hauteur de 5 euros par heure, pour les bénéficiaires des minima sociaux.

Il déclare également vouloir, en cas d’élection, « gouverner par ordonnances […] au lieu de négocier avec les syndicats ».
Il se classe cinquième du premier tour de la primaire avec 2,4 % des voix. Pour le second tour, il annonce voter pour François Fillon, après avoir pourtant assuré durant sa campagne qu'il « ne [se] rallierai[t] à aucun candidat au second tour ».
Il est nommé représentant pour les affaires européennes et internationales dans le cadre de la campagne présidentielle de François Fillon. Il démissionne de cette fonction le 1er mars 2017, à la suite de la convocation par le parquet national financier pour mise en examen du candidat dans le cadre de l'affaire Fillon. Il annonce toutefois le 8 avril 2017 qu'il votera pour François Fillon en vertu des engagements pris dans le cadre de la primaire.
Après avoir estimé durant la campagne pour l'élection présidentielle de 2017 qu'Emmanuel Macron est « l'homme sans projet » et qu'il porte « une idéologie qui a planté la France », il se dit prêt, quelques heures après la victoire du candidat En marche, à le rejoindre, souhaitant avec lui « travailler dans une majorité de gouvernement ». Il est alors qualifié de « traître » par plusieurs personnalités des Républicains,.

### Ministre de l'Économie et des Finances

#### Nomination

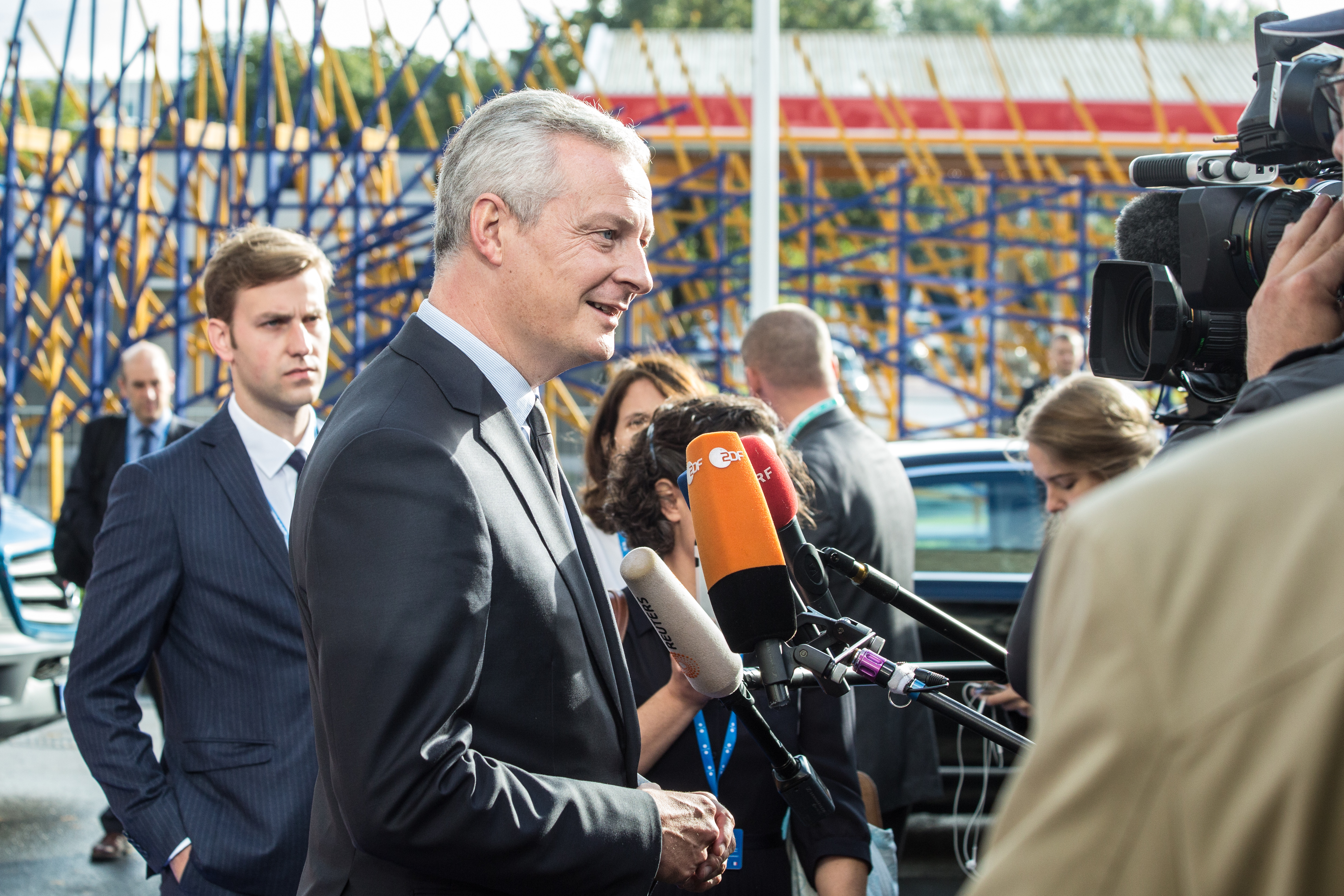
Bruno Le Maire en 2017.

Le 17 mai 2017, il est nommé ministre de l'Économie dans le gouvernement Édouard Philippe I. Bernard Accoyer, secrétaire général des Républicains, annonce alors qu'il n'est plus membre du parti. Si François Baroin annonce dès le lendemain qu'il n'est pas formellement exclu du parti, Bruno Le Maire se présente toutefois pour un nouveau mandat sous l'étiquette La République en marche dans la première circonscription de l'Eure lors des élections législatives. Dans un contexte de forte abstention, il est réélu au second tour face à la candidate du Front national, Fabienne Delacour.
Le 21 juin 2017, il est nommé ministre de l'Économie et des Finances dans le gouvernement Édouard Philippe II. Son directeur de cabinet est Emmanuel Moulin, passé par la direction générale du Trésor, Eurotunnel et la banque d'affaires Mediobanca, ancien directeur de cabinet adjoint de Christine Lagarde à Bercy, ex-conseiller économique de Nicolas Sarkozy au palais de l’Élysée, et ami d’Alexis Kohler, secrétaire général de l'Élysée,. Son directeur de cabinet adjoint est Bertrand Dumont, lui aussi ancien du Trésor, passé par la banque HSBC. Le journaliste Laurent Mauduit estime, au regard de ces nominations, que « tout l'encadrement du cabinet du ministre vient de la banque privée » et qu'il n'y a « rien d'excessif à constater que la finance a procédé à une véritable colonisation de l'État ».

#### Adhésion à LREM
Le Maire annonce rejoindre le parti présidentiel, La République en marche, le 24 septembre 2017.

#### Actions et mesures portées
En novembre 2017, il promeut la double surtaxe sur les très grandes entreprises. Cette surtaxe de 5,4 milliards d'euros compense le contentieux perdu par l'État sur la taxe à 3 % sur les dividendes,.
En 2018, il porte la Loi relative à la croissance et la transformation des entreprises (loi PACTE). Elle est définitivement adoptée par le Parlement le 11 avril 2019.
Bruno Le Maire indique en juillet 2019 qu'il n'est pas candidat à un poste au Fonds monétaire international (FMI) ou à la Commission européenne après le début de la procédure de nomination de Christine Lagarde, directrice générale du FMI, à la présidence de la Banque centrale européenne (BCE),,.
Début 2020, Bruno Le Maire appelle les entreprises à augmenter le salaire des employés. Il considère que « le gouvernement a fait sa part du chemin », avec la défiscalisation des heures supplémentaires, la baisse de l'impôt sur le revenu et l'augmentation de la prime d'activité,.
En pleine pandémie de Covid-19, en mai 2020, il interpelle l'industrie automobile, qui a selon lui « trop délocalisé »,.

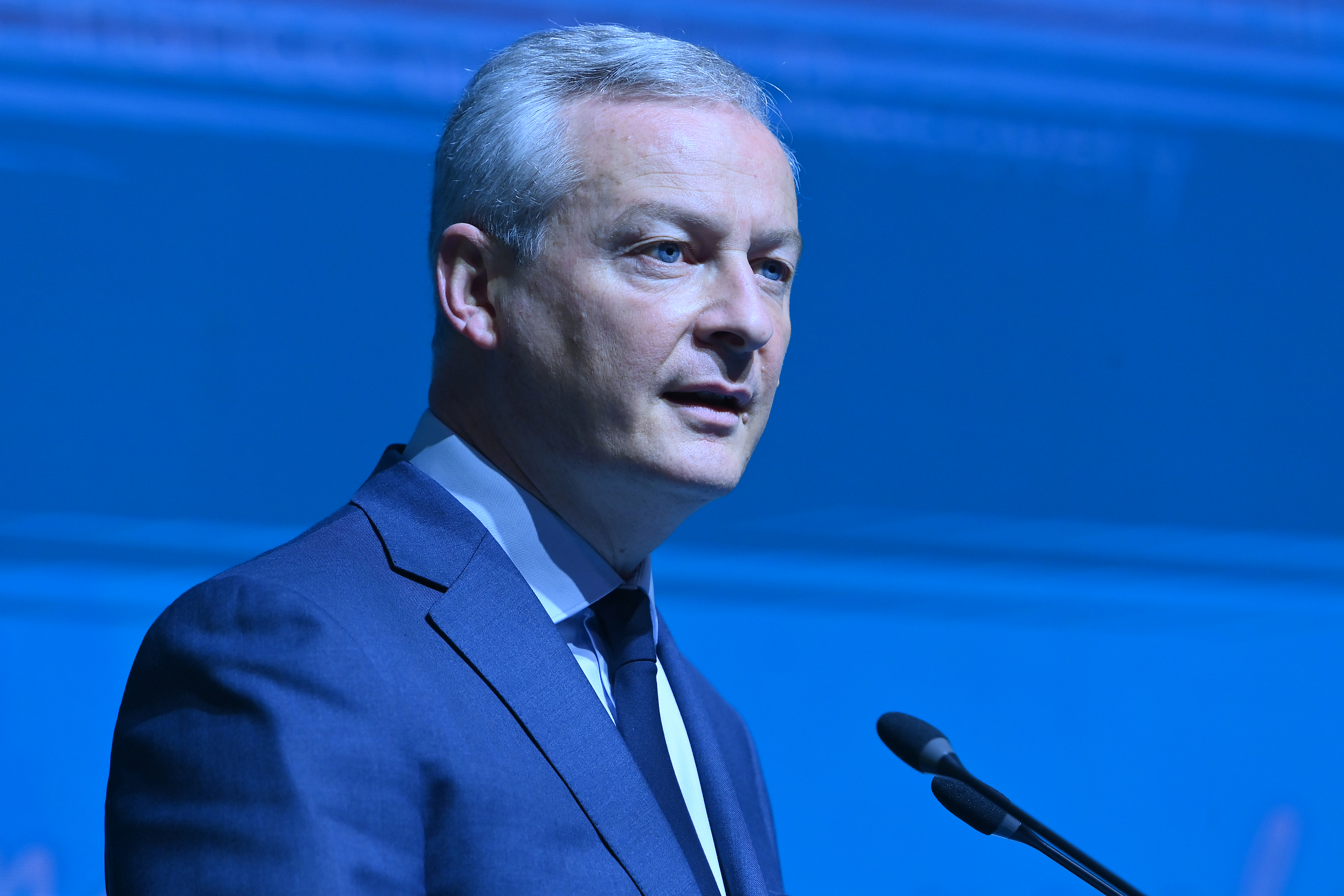
Bruno Le Maire en 2021.

Il est maintenu à la tête de son ministère au sein du gouvernement Jean Castex, en obtenant de nouvelles attributions : les comptes publics, la mise en œuvre du plan de relance et de sa bonne exécution, le « renforcement des chaînes de valeur et d’approvisionnement critiques », l’économie sociale et solidaire et la politique de l’espace.
En juin 2021, alors que plusieurs membres de l'exécutif réfléchissent à la possibilité de reculer l'âge légal de départ à la retraite d'ici à l'élection présidentielle de 2022, il se déclare favorable à ce que le gouvernement recule cet âge de 62 à 64 ans, estimant qu'il ne faut pas « remettre à demain ce que l'on peut faire aujourd'hui ».
Le 5 mai 2022, quelques semaines après la victoire d'Emmanuel Macron à l'élection présidentielle, Bruno Le Maire annonce qu'il ne sera pas candidat aux élections législatives de juin, estimant qu'une circonscription n'est « ni un droit ni une rente ». Il affirme cependant vouloir continuer à rester « pleinement engagé dans la politique nationale ». Sa suppléante des élections de 2017, Séverine Gipson, échoue à se faire élire dans la première circonscription de l'Eure et est battue au second tour par la candidate du Rassemblement national Christine Loir, faisant basculer la circonscription historique de Bruno Le Maire à l'extrême droite.
Quelques semaines après la réélection d’Emmanuel Macron, Bruno Le Maire est reconduit dans ses fonctions au sein du gouvernement Élisabeth Borne. Il devient alors numéro deux du Gouvernement dans l'ordre protocolaire après la Première ministre. Son portefeuille ministériel est élargi lors du remaniement du 4 juillet 2022, le ministre ayant désormais sous sa responsabilité quatre ministres délégués.
D'après Le Monde, Bruno Le Maire a notifié à son entourage et notamment à Emmanuel Macron son ambition de prendre la direction générale du FMI, dont le renouvellement est prévu en 2024. Dans cette optique, il se constitue un réseau d'appuis, dont l’ancien secrétaire au Trésor sous Donald Trump, Steven Mnuchin.
Lors du projet de loi de finances 2023, Bruno Le Maire décide de supprimer la taxe sur les « super-dividendes », pourtant votée à l'Assemblée nationale, la jugeant « injuste ».
En juin 2024, un rapport parlementaire au Sénat accuse Bruno Le Maire de ne pas avoir informé le parlement d’un dérapage probable du déficit alors qu’il en était informé. Le fossé entre les dépenses et les recettes en 2023 a atteint 5,5 % du PIB contre une prévision de 4,9 %. Selon le rapport, cet écart qui atteint 0,6 point de PIB est « inédit depuis 25 ans »,. Celui-ci est parfois appelé « M. Quoi qu’il en coûte » ou « M. 1000 milliards de dette »
En juillet 2024, dans un contexte où la Commission européenne s’apprête à proposer l’ouverture d’une procédure pour « déficit excessif » à l’encontre de la France, la Cour des comptes critique le bilan économique de Bruno Le Maire au ministère de l'Économie et des Finances et juge la situation des finances publiques « très dégradée ». Notant un déficit public établi à 5,5 % du PIB, soit 154 milliards d’euros, à 0,6 point au-dessus des prévisions (4,9 %), malgré un contexte 2023 « bien meilleur », partiellement dû à une faible croissance des prélèvements obligatoires qui aurait dû être anticipée dans les prévisions du gouvernement, elle pointe du doigt des « mesures discrétionnaires » de baisse d’impôts et de cotisations combinées à « l’absence d’économies structurelles »,. La juridiction refute l'excuse selon laquelle le creusement de la dette publique, estimée à 3 100 milliards d’euros, soit près de 110 % de PIB serait lié à l’augmentation des dépenses liées à la gestion du Covid, faisant remarquer que « les partenaires de la zone euro » qui ont pris « des mesures exactement comparables » ne font pas face aux mêmes résultats, le Président de la Cour des comptes soulignant que la France a pris « 10 points de plus que nos partenaires en termes de dette, avec les mêmes mesures Covid »,.
Bruno Le Maire a été auditionné par le commission des finances de l’assemblée nationale le 9 septembre 2024. Il a notamment déclaré : « Par ailleurs, jusqu’à la fin du mois de juillet, les remontées comptables étaient globalement en ligne avec les prévisions de recettes fiscales – le produit de la TVA était inférieur de 400 millions aux prévisions, mais celui de l’impôt sur le revenu était supérieur de 600 millions aux prévisions. En outre, nous avions anticipé le risque d’une baisse des recettes en 2024, en prévoyant une élasticité des recettes à la croissance de 0,8. Au cours des trente dernières années, ce ratio s’est systématiquement établi à 1, sauf en 2023, où il s’est établi à 0,4 point, soit son plus mauvais niveau depuis 1991. Or, malgré ces précautions, les recettes fiscales risquent d’être moins élevées que prévu – même s’il faut manier ces estimations avec prudence. »

## En retrait de la vie politique
En septembre 2024, Bruno Le Maire devient professeur invité au Centre Entreprise for Society, établissement créé par l’Université de Lausanne, l'International Institute for Management Development (IMD) et l’École polytechnique fédérale de Lausanne (EPFL). Son arrivée en Suisse est cependant contestée par certains étudiants.
Trois mois après son départ du ministère de l’Économie, le comité exécutif du groupe néerlandais ASML annonce le recrutement de Bruno Le Maire, à compter du 1er janvier 2025, comme « conseiller stratégique extérieur ». Valorisé près de 290 milliards d’euros en Bourse, ASML fabrique des machines de production pour l’industrie en hyper-croissance des semi-conducteurs. L’ancien ministre de l’Économie « aidera le comité exécutif d’ASML à construire une coalition pour investir dans l’écosystème européen des semi-conducteurs », indique le groupe au Monde.

## Littérature
Bruno Le Maire a écrit plusieurs livres (14 à mars 2024 et 6 de 2017 à 2024) ayant été plutôt bien accueillis par la critique littéraire et ayant rencontré un certain succès en librairie[non neutre]. C’est notamment le cas de Des hommes d'État, en 2008. Grand lecteur de Proust, il publie les romans Musique absolue (2012), Jours de Pouvoir (2013), ou encore Paul (2019),.
En s'inspirant de sa femme, il est par ailleurs l'auteur de romans érotiques. Le plus connu est Le Ministre (2004) . Vers sa vingtaine d'années, il aurait écrit un livre aux éditions Harlequin sur le thème d'une histoire d'amour dans le milieu hospitalier, sous le pseudonyme « Duc William ».
En 2023, il sort un livre, Fugue américaine, raillé en raison de son style, en particulier d'un passage technico-érotique. En 2024 "La voie française".

## Vie privée

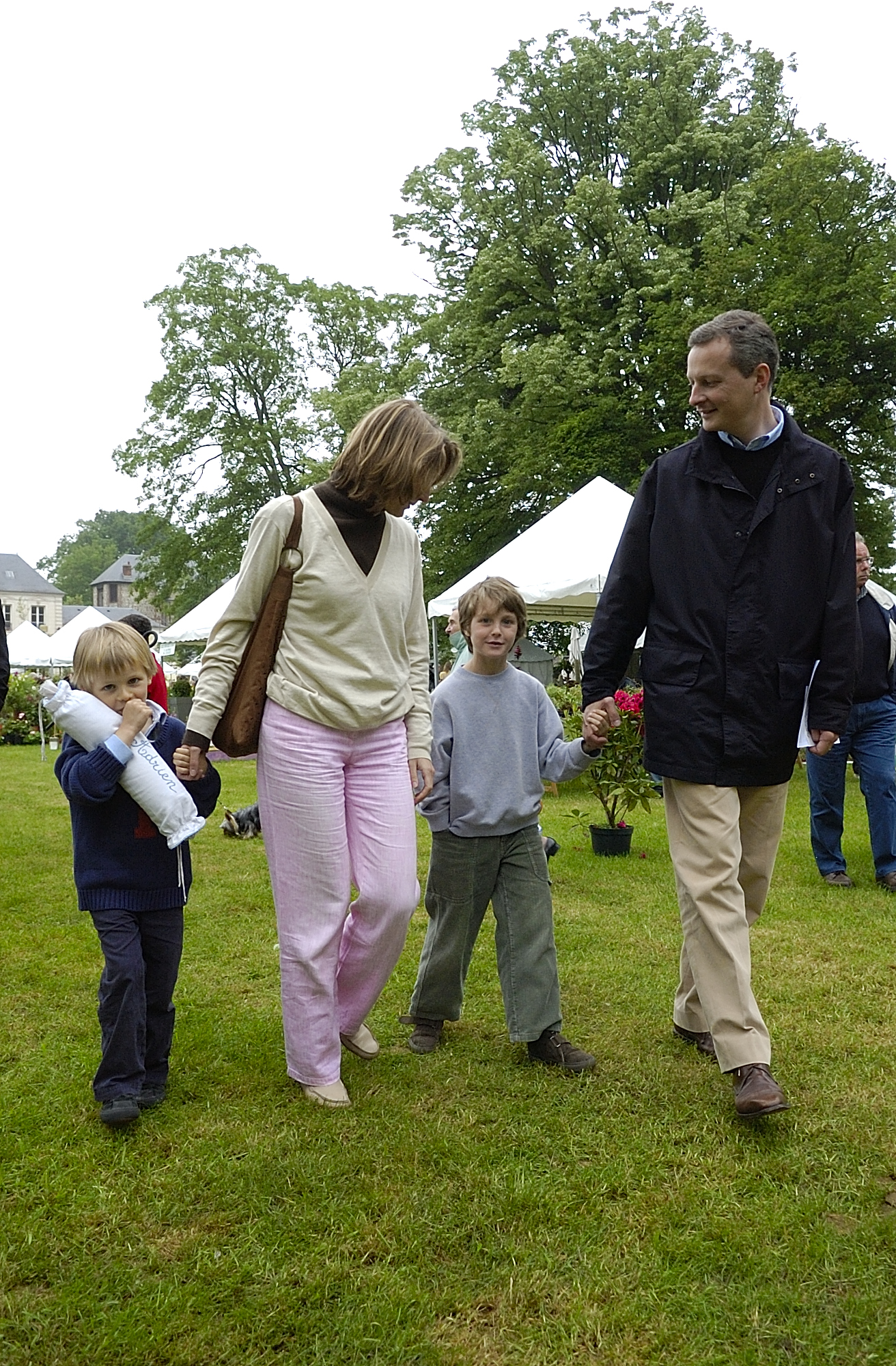
Bruno Le Maire avec son épouse et deux de ses enfants en 2007.

Bruno Le Maire est marié depuis 1998 à Pauline Doussau de Bazignan, d'une famille de la bourgeoisie landaise et propriétaire de terrains agricoles. Bruno Le Maire et son épouse ont quatre fils : Louis, Adrien, Matthias et Barthélemy. Son épouse, présentée par Paris Match comme « artiste-peintre, petite-fille et nièce d'agriculteurs du Gers »,,, est l'une de ses assistantes parlementaires de 2007 à 2013,.

## Prises de position
Le politologue Pascal Perrineau situe Bruno Le Maire dans la famille « néo-gaulliste ».
Le 3 octobre 2012, Bruno Le Maire démissionne de la fonction publique (corps des conseillers des affaires étrangères). Il considère que tout élu doit faire de même afin de promouvoir un « renouvellement des pratiques démocratiques ». Il dénonce une « logique de caste » qui permet aux hommes politiques membres de la fonction publique de pouvoir jouir d'une « sécurité totale » tout en demandant des efforts au reste des Français. Il prône la suppression de la fonction publique territoriale et la fusion des conseils départementaux et régionaux.

### Cumul des mandats
Bruno Le Maire se prononce en mars 2016 contre le cumul des mandats et avait déjà déposé, en 2012, une proposition de loi prévoyant une limitation de trois mandats successifs par élu. Néanmoins, il a cumulé à partir de 2010 son mandat de député et celui de conseiller régional pendant un peu moins de six ans ; en outre, cette prise de position publique intervient deux mois après la fin de son cumul. De plus, il a voté en janvier 2014 contre la loi interdisant le cumul des fonctions exécutives locales avec le mandat de représentant au Parlement européen[source secondaire nécessaire].

### Mariage pour tous
Lorsque la question de l'abrogation de la loi de 2013 ouvrant le mariage aux couples de personnes de même sexe s'est posée dans la campagne pour la présidence de l'UMP en 2014, Bruno Le Maire s'est prononcé contre l'abrogation. Lors du vote de la loi, il s'était abstenu.

### Droit du travail
En 2015, Bruno Le Maire réclame un code du travail de 150 pages, une allocation sociale unique, un traitement en six mois des demandes d’asile, une réforme complète de la fiscalité favorable au risque et au travail induisant selon lui la suppression de l'impôt de solidarité sur la fortune (ISF) et l'abaissement de l'Impôt sur les plus-values.

### Éducation
En matière d'éducation, il veut que le collège soit constitué d'un tronc commun de vingt heures par semaine dans lequel seraient enseignés mathématiques, français, histoire et langues vivantes et auquel seraient adjointes des options. Il se prononce contre le projet de réforme du collège présenté par Najat Vallaud-Belkacem au printemps 2015.

### Europe
Concernant l'Union européenne, il souhaite « un nouvel élan franco-allemand », qui conduirait à la redéfinition par les six États fondateurs des objectifs de la construction européenne. En ce qui concerne la France, il souhaite demander un référendum « consultatif » dans le courant d'un éventuel quinquennat, afin de « refermer la blessure de 2005 ». Celui-ci porterait « sur les modifications des traités nécessaires à de nouvelles orientations européennes ». Après l'échec de la fusion-acquisition d'Alstom Transport par Siemens, dont il fut un ardent défenseur, il se déclare favorable à la refonte du droit européen de la concurrence.

### International

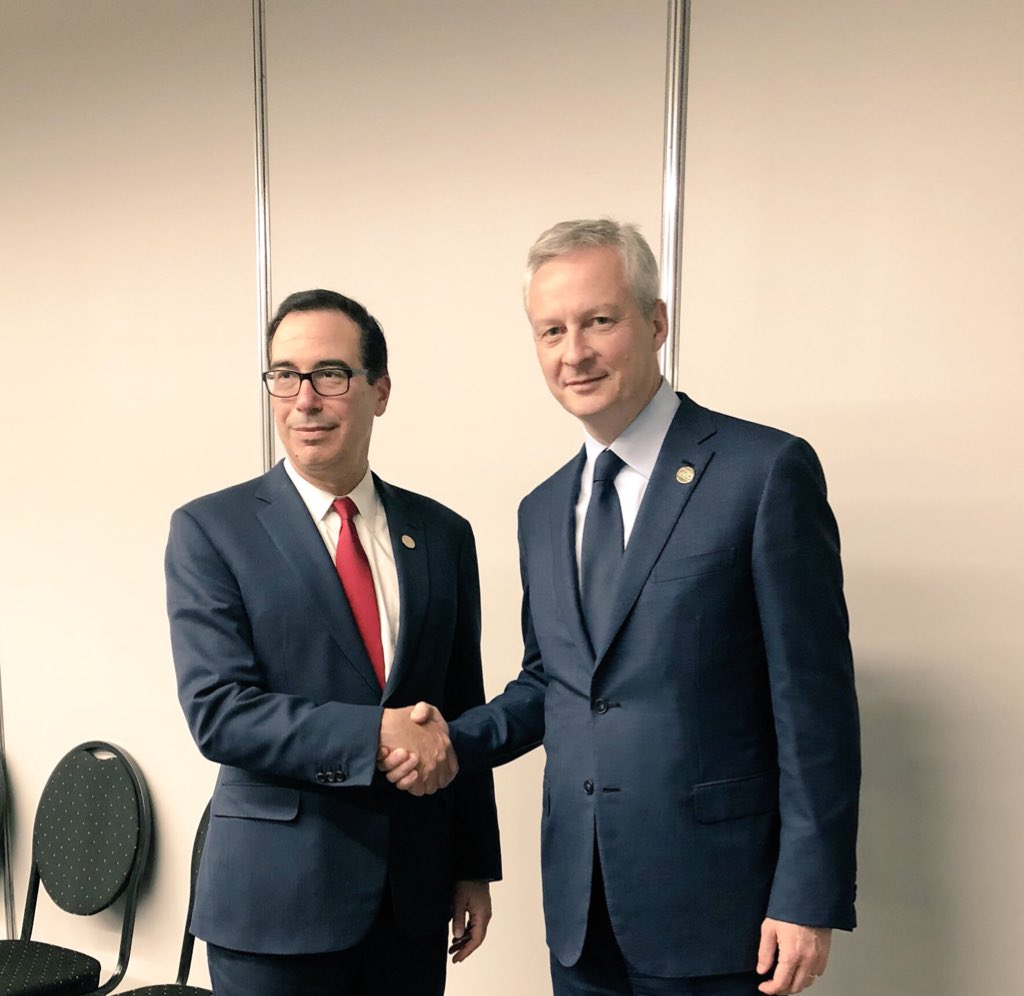
Bruno Le Maire avec Steven Mnuchin, secrétaire au Trésor des États-Unis (2018).

Il plaide en faveur d’une intervention au sol en Syrie, notamment après les attentats du 13 novembre 2015.

### Indemnisation des élus
En 2016, lui-même rémunéré à plus de 130 000 euros net par an, il considère la classe politique « mal rémunérée », une déclaration qu'il fait dans le cadre du thème de la corruption des politiciens, une théorie affirmant que des hauts revenus pourraient les en prémunir. Lui-même a reçu une montre de 85 000 euros offerte par l'émir du Qatar en 2009, mais a décidé qu'il ne pouvait pas garder un cadeau d'une telle valeur, estimant que cela serait se mettre « sous influence d'un État étranger ». Bruno Le Maire déclare au sujet des dirigeants des monarchies du Golfe : ils « fonctionnent avec de la flatterie. Ils sont d'une grande amabilité. Ils vous proposent des cadeaux. Regardez les poignets de bon nombre de ministres ! ».

### Bitcoin
En janvier 2018, il dit refuser « les risques de spéculation et les possibles détournements » liés au Bitcoin et aux cryptomonnaies. Il confie à Jean-Pierre Landau, ancien sous-gouverneur de la Banque de France, une mission sur ce sujet.

## Polémiques

### Soupçons d’emploi fictif de sa femme à l’Assemblée nationale
Le 8 octobre 2013, Mediapart révèle que Pauline Le Maire, l’épouse de Bruno Le Maire, a été rémunérée aux frais de l’Assemblée nationale en tant qu’assistante parlementaire à temps plein entre 2007 et 2013, période entrecoupée d’une longue interruption pour congé de maternité. Le média rappelle que Pauline Le Maire n’a jamais été présentée publiquement comme l'assistante parlementaire de son mari, et suggère qu'elle a bénéficié à cette époque d’un emploi non pas à proprement parler, fictif mais de complaisance. L’absence de référence explicite à cet emploi de la part de Bruno Le Maire a été interprétée comme un élément intrigant, propre à susciter des doutes sur la nature exacte des fonctions concernées,,. Sa rémunération pouvait atteindre 4 600 € net par mois.

### Favoritisme envers les concessionnaires autoroutiers
Le 25 janvier 2023, Le Canard enchaîné révèle dans un article que Bruno Le Maire aurait ignoré un rapport de l'Inspection générale des finances qui soulignait les surprofits des deux plus importants concessionnaires autoroutiers et préconisait une baisse des tarifs des péages et un raccourcissement des concessions en cause afin de récupérer une partie des 55 milliards d'euros de « rente indue ». Ce choix est pointé du doigt par des élus de l'opposition à l'Assemblée nationale, et notamment par des membres de la NUPES, dont le président du groupe socialiste Boris Vallaud et le député des Bouches-du-Rhône et coordinateur de La France insoumise Manuel Bompard.

### Diffusion de préjugés racistes
Le 18 avril 2023, Bruno Le Maire déclare sur le plateau de BFMTV, au sujet de prestations sociales liées à l'inflation, que les Français « n'ont aucune envie de voir que des personnes peuvent bénéficier d'aides, les renvoyer au Maghreb ou ailleurs, alors qu'ils n'y ont pas droit ». Il est accusé par une partie de la classe politique de chercher à diviser les Français pour les détourner de l'opposition à la réforme des retraites, récemment adoptée en force via la mise en oeuvre de l'article 49.3 de la constitution. Pour le premier secrétaire du parti socialiste Olivier Faure, « mobiliser des préjugés racistes pour éviter de rappeler que la fraude sociale est essentiellement le fait des employeurs et la fraude fiscale est sans commune mesure. L’extrême-droite remplit dangereusement le vide gouvernemental »,,.
Pour le sociologue Vincent Dubois, « le gouvernement assimile désormais de façon explicite la question de la fraude aux prestations sociales à la question de l’immigration. Cela renvoie à un imaginaire : derrière la figure du fraudeur, il y a celle de l’immigré qui abuse, voire même de l’immigré polygame ou de l’immigré qui se servirait du RSA pour financer le terrorisme islamiste ».

### Enquête sur son micro-parti
Le parquet de Paris ouvre en 2023 une enquête au sujet du micro-parti de Bruno Le Maire, Avec BLM, à la suite d'un signalement de la Commission nationale des comptes de campagne et des financements politiques. Le parti n'aurait pas payé les factures de prestataires depuis 2016, ce qui pourrait constituer un financement illégal de campagne,. L'enquête est classée sans suite en décembre 2023 pour cause d’absence d’infraction, la justice considérant que les abandons de créances ne sont pas des financements illicites.

## Synthèse des résultats électoraux

### Primaire présidentielle
| 2016 |  | LR | 102 168 | 2,38 | 5e | Éliminé |

### Élections législatives
| Année | Parti  | Parti | Circonscription | 1er tour | 1er tour | 1er tour | 2d tour | 2d tour | 2d tour | Issue |
| Année | Parti  | Parti | Circonscription | Voix     | %        | Rang     | Voix    | %       | Rang    | Issue |
| ----- | ------ | ----- | --------------- | -------- | -------- | -------- | ------- | ------- | ------- | ----- |
| 2007  |        | UMP   | 1re de l'Eure   | 18 114   | 37,51    | 1er      | 26 838  | 58,27   | 1er     | Élu   |
| 2012  | 19 906 | UMP   | 1re de l'Eure   | 41,35    | 1er      | 26 961   | 57,97   | 1er     | Élu     |       |
| 2017  |        | LREM  | 1re de l'Eure   | 17 967   | 44,46    | 1er      | 21 398  | 64,53   | 1er     | Élu   |

En mai 2022, Bruno Le Maire annonce qu'il ne briguera pas de quatrième mandat aux élections législatives, ayant promis qu'il n'en ferait pas plus de trois.

### Élections régionales
Les résultats ci-dessous concernent uniquement les élections où il est tête de liste.
| Année | Parti | Parti | Région          | 1er tour | 1er tour | 1er tour | 2d tour | 2d tour | 2d tour | Sièges obtenus |
| Année | Parti | Parti | Région          | Voix     | %        | Rang     | Voix    | %       | Rang    | Sièges obtenus |
| ----- | ----- | ----- | --------------- | -------- | -------- | -------- | ------- | ------- | ------- | -------------- |
| 2010  |       | MAJ   | Haute-Normandie | 142 927  | 25,00    | 2e       | 193 126 | 30,70   | 2e      | 12 / 55        |

### Présidence de l'UMP
| Année | Parti | Parti | 1er tour | 1er tour | 1er tour | Issue | Adversaires                          |
| Année | Parti | Parti | Voix     | %        | Rang     | Issue | Adversaires                          |
| ----- | ----- | ----- | -------- | -------- | -------- | ----- | ------------------------------------ |
| 2014  |       | UMP   | 45 317   | 29,18    | 2e       | Battu | Nicolas Sarkozy (élu), Hervé Mariton |

## Décorations et distinctions

### Françaises
- Officier de la Légion d'honneur (2025)[131],[132]

- Commandeur de l'ordre du Mérite agricole, ex officio en tant que ministre de l'Agriculture (2009)[133]
- Commandeur de l'ordre du Mérite maritime, ex officio en tant que ministre chargé de la pêche maritime (2009)[134]

### Étrangères
- Commandeur de 1re classe de l'ordre de Dannebrog (2018)[135].
- Commandeur de l'ordre national du Lion du Sénégal (2019)[136].
- Commandeur de l'ordre du Mérite de la République italienne‎ (2021)[137]
- Grand commandeur de l’ordre de la république fédérale d’Allemagne (25 juillet 2022)[138].

### Prix satiriques
- « Prix humour et politique » remis par le Press Club (2016)[139],[140].

## Publications

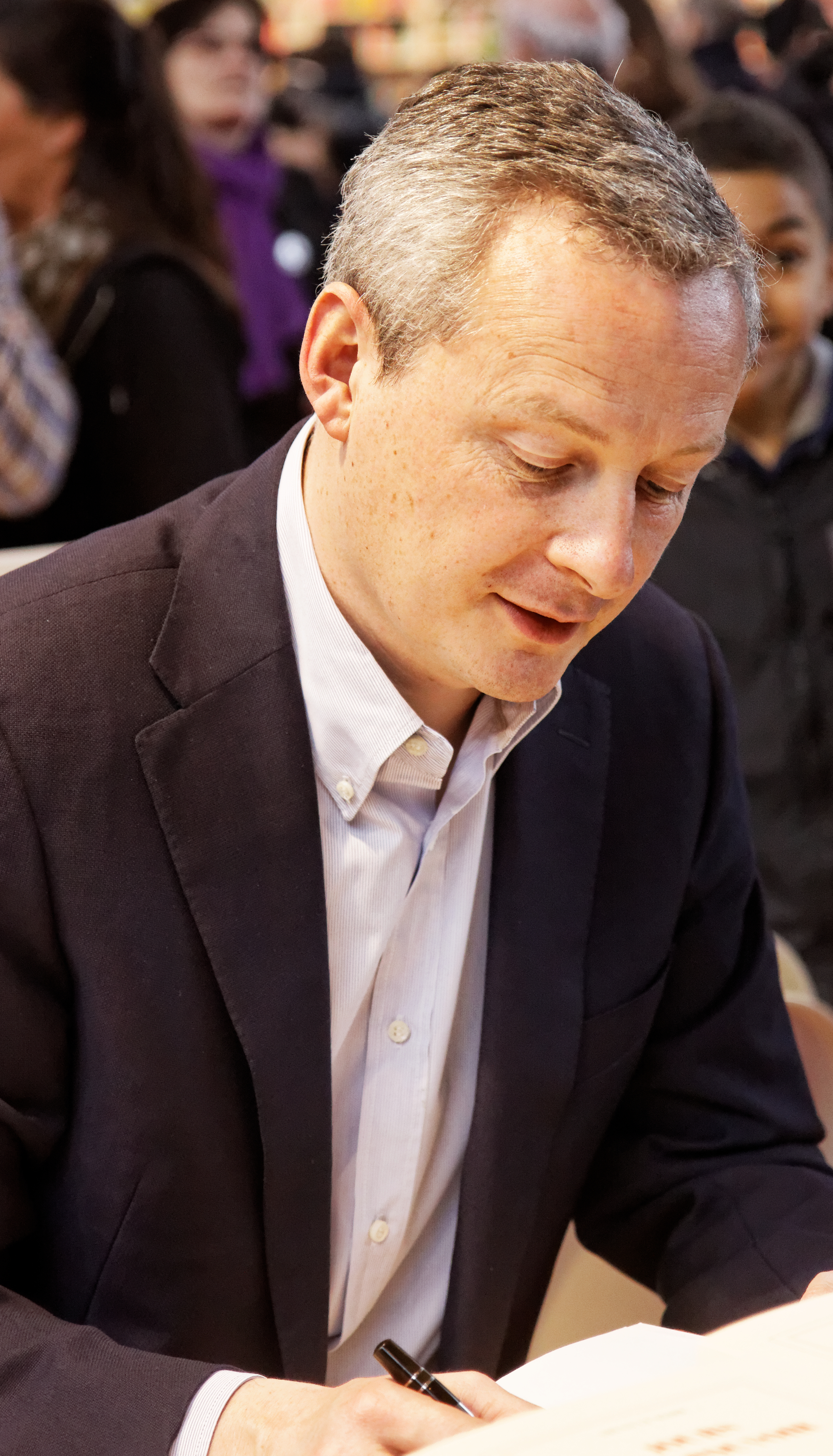
Bruno Le Maire au Salon du Livre en 2013.

- Le Ministre, Grasset, Paris, 2004  (ISBN 978-2-246-67611-9)
- Des hommes d'État, Grasset, Paris, 2008  (ISBN 978-2-246-73581-6) Prix de littérature politique Edgar-Faure 2008.
- Sans mémoire, le présent se vide, éditions Gallimard, 2010  (ISBN 978-2-07-013175-4)
- Nourrir la planète, avec Véronique Auger, Le Cherche midi, 2011  (ISBN 9782749121567)
- Musique absolue. Une répétition avec Carlos Kleiber[141], Gallimard, 2012  (ISBN 9782070137084) — traduit en italien Prix Pelléas du festival de Nohant 2013.
Prix de la ville de Deauville 2013
- Jours de pouvoir, récit, éditions Gallimard, 2013  (ISBN 978-2-07-013903-3)
- À nos enfants, éditions Gallimard, 2014  (ISBN 978-2-07-014612-3)
- Ne vous résignez pas ! , éditions Albin Michel, 2016  (ISBN 978-2-22-632490-0)
- Paul. Une amitié, éditions Gallimard, 2019  (ISBN 978-2-07-283695-4)
- Le Nouvel Empire. L'Europe du vingt-et-unième siècle, Gallimard, 2019. Il s'agit d'un livre sur l'Europe et l'Union européenne[142]. L’auteur plaide pour la construction d'un « empire » européen qui serait à la fois pacifique, démocratique et protecteur, capable de faire face aux superpuissances chinoises et américaines[143].
- L'Ange et la Bête : Mémoires provisoires, Paris, NRF/Gallimard, 2021.
- Un éternel soleil, Albin Michel, 2021  (ISBN 978-2-226-45648-9)
- Fugue Américaine, roman, Gallimard, 2023. Consacré à Vladimir Horowitz[144],[145].
- La Voie française, Flammarion, 2024.

## Apparition dans des œuvres de fiction
Le Maire apparait dans plusieurs œuvres de fiction, que ce soit sous son nom ou sous les traits d’un personnage fictif.
Dans le film biographique La Conquête de Xavier Durringer, qui retrace la campagne présidentielle française de 2007 de Nicolas Sarkozy, il est interprété par l'acteur Emmanuel Noblet.
Il apparaît dans le film Quai d'Orsay (2013) de Bertrand Tavernier, jouant son propre rôle.
Dans le roman Anéantir de Michel Houellebecq (Flammarion, 2022), le personnage Bruno Juge, ministre de l'Économie et des Finances, est inspiré de Bruno Le Maire,.